# جينكينز
جينكينز (بالإنجليزية: Jenkins)‏هي مدينة في مقاطعة ليتشر، كنتاكي. بلغ عدد السكان 2,203 في تعداد عام 2010. جنكينز هي أيضا مسقط رأس نجم موسيقى الريف غاري ستيوارت وطيار طائرة التجسس U-2 فرانسيس غاري باورز.

## التاريخ
في خريف عام 1911، اشترت شركة كونسوليديتد للفحم الموقع الحالي لمدينة جينكينز كجزء من 100,000 فدان من الأراضي في مقاطعات بايك وليتشر وفلويد من شركتي نورثرن كول وكوك. بعد الانتهاء من عملية الاستحواذ، وضعت خطط لتمديد سكة حديد لكسنغتون وإيسترن من جاكسون إلى بلدة تدعى ماكروبرتس. أيضا، كانت هناك خطط لإنشاء بلدة جينكنز، وسميت على جورج سي جينكينز، وهو مدير شركة كونسوليديتد للفحم.

## أعلام
- غاري ستيوارت
- داروين ك. كايل
- كلاي ستابلتون
- فرانسيس غاري باورز